# Johann Kaspar Mertz
Johann Kaspar Mertz (ungerska: János Gáspár Mertz), född 17 augusti 1806 i Pressburg, död 14 oktober 1856 i Wien, var en österrikisk-ungersk gitarrist och kompositör.

## Biografi
Caspar Joseph Mertz (döpt Casparus Josephus Mertz) föddes i Pressburg (nuvarande Bratislava i Slovakien). Staden var då huvudstad i kungadömet Ungern och del av det österrikiska imperiet. Han var aktiv i Wien omkring 1840-56, en stad som varit hem för en rad prominenta gitarrister, exempelvis Anton Diabelli, Mauro Giuliani, Wenceslaus Matiegka och Simon Molitor. Mertz gjorde sig känd som en virtuos gitarrist och turnerade i Mähren, Polen och Ryssland, men gav även konserter i Berlin och Dresden.
Mertz gitarrmusik influerades av pianister som Chopin, Mendelssohn, Schubert och Schumann, snarare än av Mozarts och Haydns klassicistiska ideal som Fernando Sor och Dionisio Aguado tog efter, eller Gioacchino Rossinis bel canto-stil som Mauro Giuliani tog intryck av. Johann Kaspar Mertz troligen viktigaste bidrag till gitarrepertoaren är Bardenklänge, op. 13 (1847), en serie karaktärsstycken i Schumann-stil.

## Utvalda kompositioner

### För sologitarr
- Ungarische Vaterlandsblüthen, op. 1 (Wien: Tobias Haslinger, 1840)
- Nachtviolen, op. 2 (Wien: Tobias Haslinger, 1840)
- Zwey Polonaisen und Mazurka, op. 3 (Wien: Tobias Haslinger, 1840)
- Trois Nocturnes, op. 4 (Wien: Tobias Haslinger, 1840)
- Cyanen, op. 5 (Wien: Tobias Haslinger, 1840)
- Le Carneval de Venice. Air varié, op. 6 (Wien: Tobias Haslinger, 1840)
- Opern-Revue, op. 8 (33 stycken) (Wien: Tobias Haslinger, 1843-56)
- 6 Ländler, op. 9 (Wien: Tobias Haslinger's Witwe & Sohn, 1844)
- Introduction et Rondo Brillant, op. 11 (Wien: Tobias Haslinger's Witwe & Sohn, 1844)
- Erinnerung an Ischl. 6 Ländler op. 12. (Wien: Tobias Haslinger's Witwe & Sohn, 1846)
- Bardenklänge, op. 13. En serie stycken uppdelade i 15 häften (Nr. 1-13: Wien: Tobias Haslinger's Witwe & Sohn, 1847-52, Nr. 14-15: Berlin: Schlesinger-Lienau, 1899). De tio första häftena publicerades 1847, nr. 11-13 publicerades 1850. Häfte nr 14 och 15 lades godtyckligt till av förläggaren av 1899 års utgåva
- Fantasie über 'Linda di Chamounix' (Donizetti), op. 14 (Prag: J. Hoffmann, 1845)
- Divertissement über 'Don Pasquale (Donizetti), op. 15 (Prag: J. Hoffmann, 1845)
- 6 Schubert'sche Lieder, (Wien: Tobias Haslinger's Witwe & Sohn, 1845)
- Schule für die Guitarre (Wien: Tobias Haslinger's Witwe & Sohn, 1848)
- Portefeuille für Guitarre-Spieler (München: Jos. Aibl, 1850-56)
- Original Steyrer Tänze, op. 33 (München: Jos. Aibl, 1851)
- Caprice sur un thème favori de C.M. de Weber, op. 50 (München: Jos. Aibl, 1852)
- Kukuk. Musikalische Rundschau (12 stycken) (München: Jos. Aibl, 1852-54)
- Trois Morceaux, op. 65. (Wien: Charles Haslinger, 1857)
- El Olé / La Madrilena. Spanische Nationaltänze, op. 89 (München: Jos. Aibl, u.å.)
- Concertino (1856, opubl.)
- Pianto dell'amante (Romanze) (Moskva: Jurgenson, 1886)

### För gitarrduo
- Alessandro Stradella (Flotow), op. 51 (München: Jos. Aibl, 1851)
- Nänien. Trauerlieder. Heidelberg: Chanterelle, 1985)
- Vespergang (1:a uppl. Munich guitar club, 1903; 2:a uppl. Heidelberg: Chanterelle, 1985)
- Unruhe (Heidelberg: Chanterelle, 1985)
- Mazurka (Heidelberg: Chanterelle, 1985)
- Tarantella (Heidelberg: Chanterelle, 1985)
- Der Ball (opubl.)
- Barcarole (Munich guitar club, 1909; Heidelberg: Chanterelle, 1985)
- Impromptu (S:t Petersburg, u.å.; Heidelberg: Chanterelle, 1985)
- Wasserfahrt am Traunsee (opubl.)
- Ständchen (red. Heidelberg: Chanterelle, 1985)
- Deutsche Weise (red. Heidelberg: Chanterelle, 1985)
- 1re Grande fantaisie concertante 'La Rage', (opubl.)
- Fantasie über 'Elisir d'amore' (Donizetti) (bearb. Erwin Schwarz-Reiflingen. Magdeburg: Heinrichshofen, 1920)

### Kammarmusik
- Divertissement über 'Der Prophet (Meyerbeer), op. 32 för violin/flöjt, viola & gitarr (München: Jos. Aibl, 1851)
- Mazurka, op. 40 för gitarr & piano (komp. av Mertz tillsammans med hans fru Josephine Mertz) (München: Jos. Aibl, 1852)
- Barcarole, op. 41 för gitarr & piano (komp. av Mertz tillsammans med hans fru Josephine Mertz) (München: Jos. Aibl, 1852)
- Divertissement über Rigoletto (Verdi), op. 60 för gitarr & piano (komp. av Mertz tillsammans med hans fru Josephine Mertz) (München: Jos. Aibl, 1853)
- Wasserfahrt am Traunsee. Tonstück für Terzgitarre und piano (München: Jos. Aibl, 1864)

### Sånger
- Beliebte Gesänge mit Begleitung der Guitare [sic!], op. 13Verk av Franz Schubert, Franz von Suppe och Gustav Hölzel i arrangemang av Mertz (Wien: Tobias Haslinger's Witwe & Sohn, 1847-49)
- Verlust / Der Zithernschläger (J.G. Seidl), op. 52 (München: Jos. Aibl, 1853)

## Diskografi i urval
- Bardenklänge (ett urval), framförda av Richard Savino. Harmonia Mundi France 907115 (CD, 1994). Innehåller de första åtta volymerna.
- Duo Sonare plays Giuliani, Sor Mertz and Coste (CD, 1991)
- Tonstücke. Sämtliche Werke für zwei Gitarren. Duo Favori (Barbara Gräsle & Frank Armbruster. Tacet 42 (CD, 1995).
- Guitar Duos. Sonja Prunnbauer & Johannes Tappert. Musikproduktion Dabringhaus & Grimm MDG 603 1139-2 (CD, 2002).
- Bardenklänge op. 13. Framförda av Adam Holzman. Naxos 8.554556 (CD, 2002). Innehåller de 11 första volymerna utom Rondino och Mazurka[8].
- Werke für Gitarre. Framförda av Maximilian Mangold. Musicaphon MUS 56873 (CD, 2005).
- Guitar Duets. Framförda av Laura Fraticelli & Johannes Möller. Naxos 8.573055 (CD, 2014).
- Barden-Klänge. Framförda av Graziano Salvoni. Brilliant Classics 94473 (dubbel-CD, 2014). Innehåller de 11 första volymerna.
- Dances, Nocturnes and Etudes. Framförda av Graziano Salvoni. Brilliant Classics 94653 (dubbel-CD, 2014).
- Le Romantique. Artist: Raphaella Smits. Accent ACC 24303 (CD, 2015; inspelad 1988-2003).